# Isotopomeri
Gli isotopomeri o isomeri isotopici sono isomeri che contengono i medesimi atomi isotopici ma disposti in posizioni differenti. Il termine deriva per contrazione da isotopi isomeri. A seconda di come sono disposti gli isotopi, gli isotopomeri possono dar luogo a isomeri costituzionali o a stereoisomeri. Ad esempio gli isotopomeri CH3CHDCH3 e CH3CH2CH2D sono una coppia di isomeri costituzionali del propano. (R)- e (S)-CH3CHDOH o (Z)- e (E)-CH3CH=CHD sono esempi di stereoisomeri isotopici rispettivamente dell'etanolo e del propene.

## 13C-NMR
Nella spettroscopia di risonanza magnetica nucleare l'isotopo 12C pur essendo molto abbondante non produce alcun segnale, mentre l'isotopo 13C si misura facilmente pur essendo poco abbondante. Di conseguenza tramite 13C-NMR si possono studiare gli isotopomeri di carbonio di un composto per avere informazioni sui diversi atomi di carbonio della struttura. Ogni singola molecola che contiene un unico atomo 13C dà informazioni sulla struttura nelle sue immediate vicinanze. Un campione reale contiene una miscela di tutti questi isotopomeri, e quindi un singolo spettro del campione fornisce informazioni su tutti gli atomi di carbonio presenti. In campioni normali contenenti carbonio quasi tutti gli atomi di carbonio sono 12C (la sua abbondanza isotopica è 98,9%), mentre l'abbondanza isotopica di 13C è solo circa 1%; così in totale c'è solo l'1% circa di abbondanza di isotopologhi contenenti un solo 13C, e quantità esponenzialmente minori di molecole contenenti due o più 13C. Nei rari casi in cui due atomi 13C siano adiacenti oltre al loro segnale caratteristico si osserva un effetto di accoppiamento J che può essere sfruttato per chiarire la struttura di composti sconosciuti.

## Cinetica di reazione
Per quanto riguarda la cinetica di reazione, a volte diversi isotopomeri dello stesso composto possono reagire con velocità diverse. Questo effetto isotopico cinetico può servire a studiare i meccanismi di reazione analizzando come atomi di massa diversa influenzano il processo.